# Hædui (Ædui)

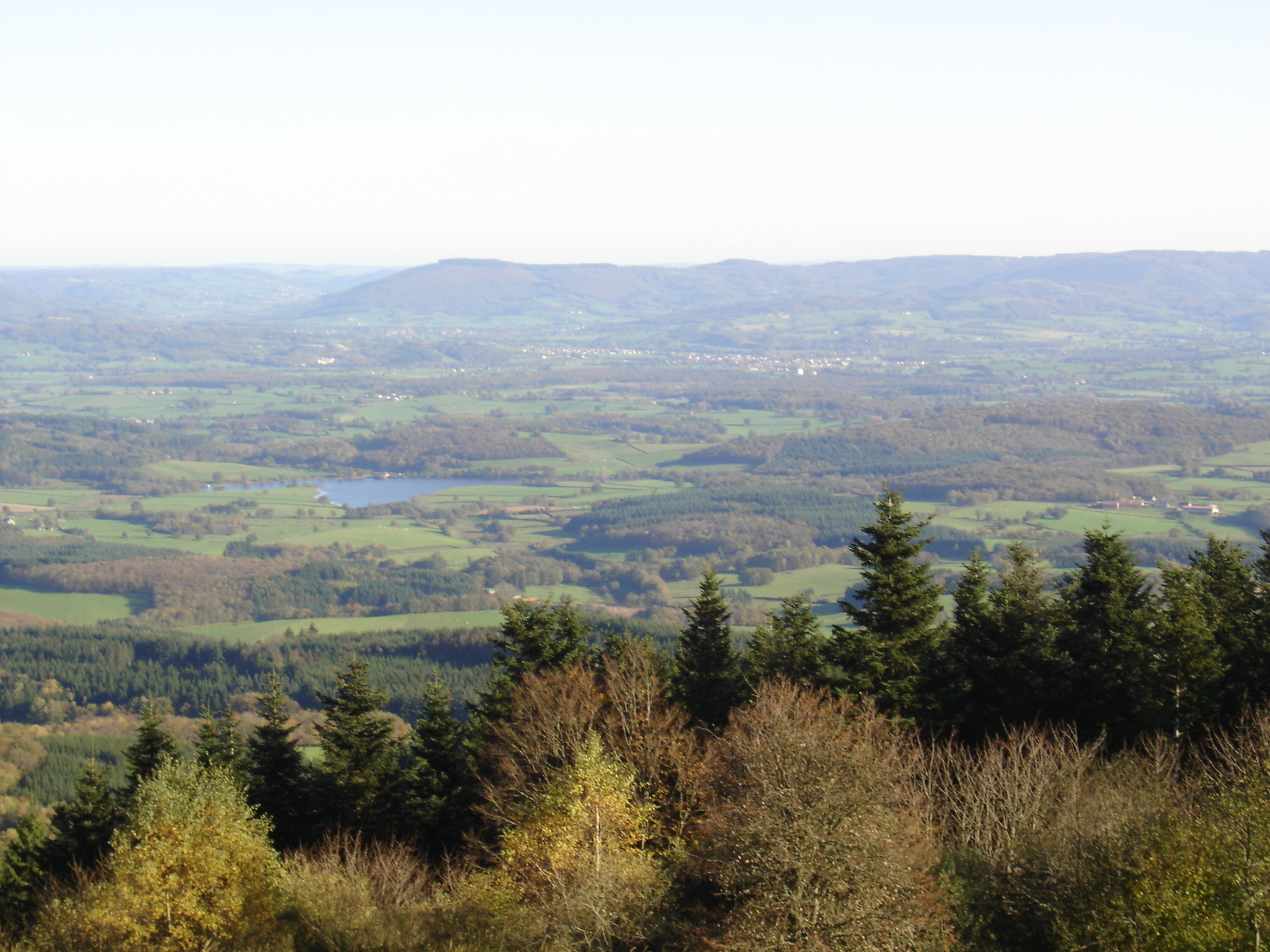
Vedere spre sud-est de pe Mont Beuvray pe care se afla Bibracte, capitala heduilor

Aeduii (în latină Haedui) au fost un popor din Galia celtică.
Heduii au fost stabiliți în actualele departamente franceze Nièvre și Saône-et-Loire, precum și în sudul Côte-d'Or (corespunzând aproximativ la Arondismentul Beaune) și estul la Allier. Bibracte a fost capitala lor. Aveau pământurile bogate din partea de vest a câmpiei râului Saône. Vecinii și dușmanii lor erau sequanii la nord-est și arvernii la sud-vest. Lingonii erau aliații lor la nord.
Erau guvernați de un lider electiv, vergobretul.
Ei au format cu mai multe popoare vecine care erau clienți sau tributari, o confederație puternică, rivalizând cu cea a Arvernilor.
Romanii au făcut, din secolul al II-lea î.Hr., alianță cu ei, iar Senatul Roman i-a proclamat frați ai republicii. Roma a profitat de rivalitatea care i-a împărțit pe hedui și pe arverni pentru a interveni în treburile Galiei.
Aliați ai romanilor, aceștia îi chemaseră în ajutor în fața amenințării helveților. Furnizori de contingente militare pentru Cezar, aceștia s-au aliat târziu (și nu fără reticență) la Vercingetorix în cursul anului 52 î.Hr.
Bibracte a fost integrat în Gallia Lugdunensis odată cu reorganizarea teritorială a Galiei efectuată de Augustus, cu noua capitală Autun (Augustodunum). Împăratul Claudius le-a acordat drepturi de cetățenie depline în anul 48, într-un celebru discurs transcris pe Tabelele Claudiene.

## Etimologie
Aedui (sau Hedui, Haedui, Hædui) la Romani, Aidousioi în Cronicile lui Apolodor din Atena. Toți acești termeni provin din aceeași rădăcină care a dat naștere atât termenilor greci, cât și cuvintelor din limbile celtice:
- aithô (a aprinde, a arde) în greaca veche
- aed (foc) în irlandeză
- aidd (zel) în galeză

Astfel, heduii ar fi Ardenții, oamenii de foc · .

## Poporul heduu

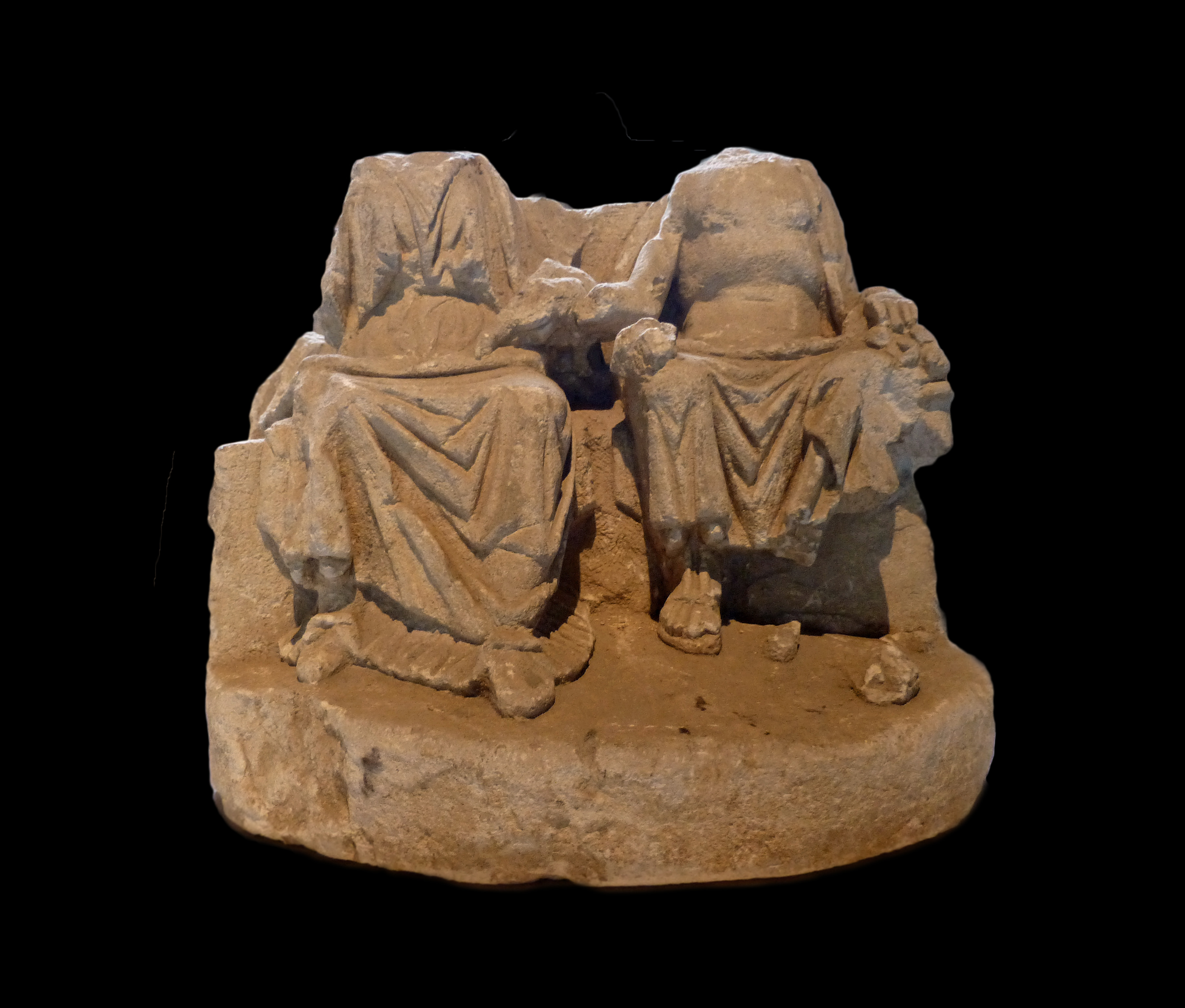
Cuplu hedui (mănăstirea Saint-Germain d'Auxerre)

Potrivit lui Cezar, heduii erau cei mai puternici oameni din Galia, deoarece aveau mulți clienți, precum și principatul întregii Galii. Aceasta urma să fie o funcție provizorie atribuită unui aristocrat de către Adunarea Galiei. Din păcate, există puține surse pe acest subiect. Doar din Comentariile la Războiul Galilor știm că Cezar l-a chemat și că nu era prima dată când delegații națiunilor galice se întâlneau. Pe de altă parte, știm despre o adunare similară în Irlanda: Lugnasad.
În perioada cunoscută de istorici (începutul alianței cu Roma), puterea lor a fost contestată. Într-adevăr, arvernii și-au amenințat puterea, dar au fost bătuți în -121 de armatele romane care veneau în ajutorul heduilor. În -60, puterea aedui a fost amenințată de sequani.

### Sistem politic
La fel ca la Roma, a existat un senat care reunește familiile aristocratice hedui. Doar un membru al fiecărei familii putea sta acolo, evitându-se astfel dominația unei singure familii asupra senatului. Deasupra acestei adunări, vergobretul, ales public de un consiliu condus de druizi, și-a exercitat funcțiile timp de un an. În timpul mandatului, i s-a interzis să părăsească granițele teritoriului edui. Astfel, nu putea comanda armata și, prin urmare, să stabilească o monarhie. Dintre hedui, se pare că vergobretul a exercitat și un rol judiciar.
Druizii dețineau, de asemenea, funcții înalte, deoarece Diviciacos era ambasadorul poporului edui la senat pentru a cere ajutor împotriva alianței dintre Sequani și germanii lui Ariovistus. El a condus chiar și cavaleria eduică în timpul războiului galic.

### Hedui cunoscuți
- Convictolitavis
- Dumnorix
- Diviciacos
- Litaviccos
- Suros
- Julius Sacrovir

## Teritoriul hedui din Galia

### Localizare geografică

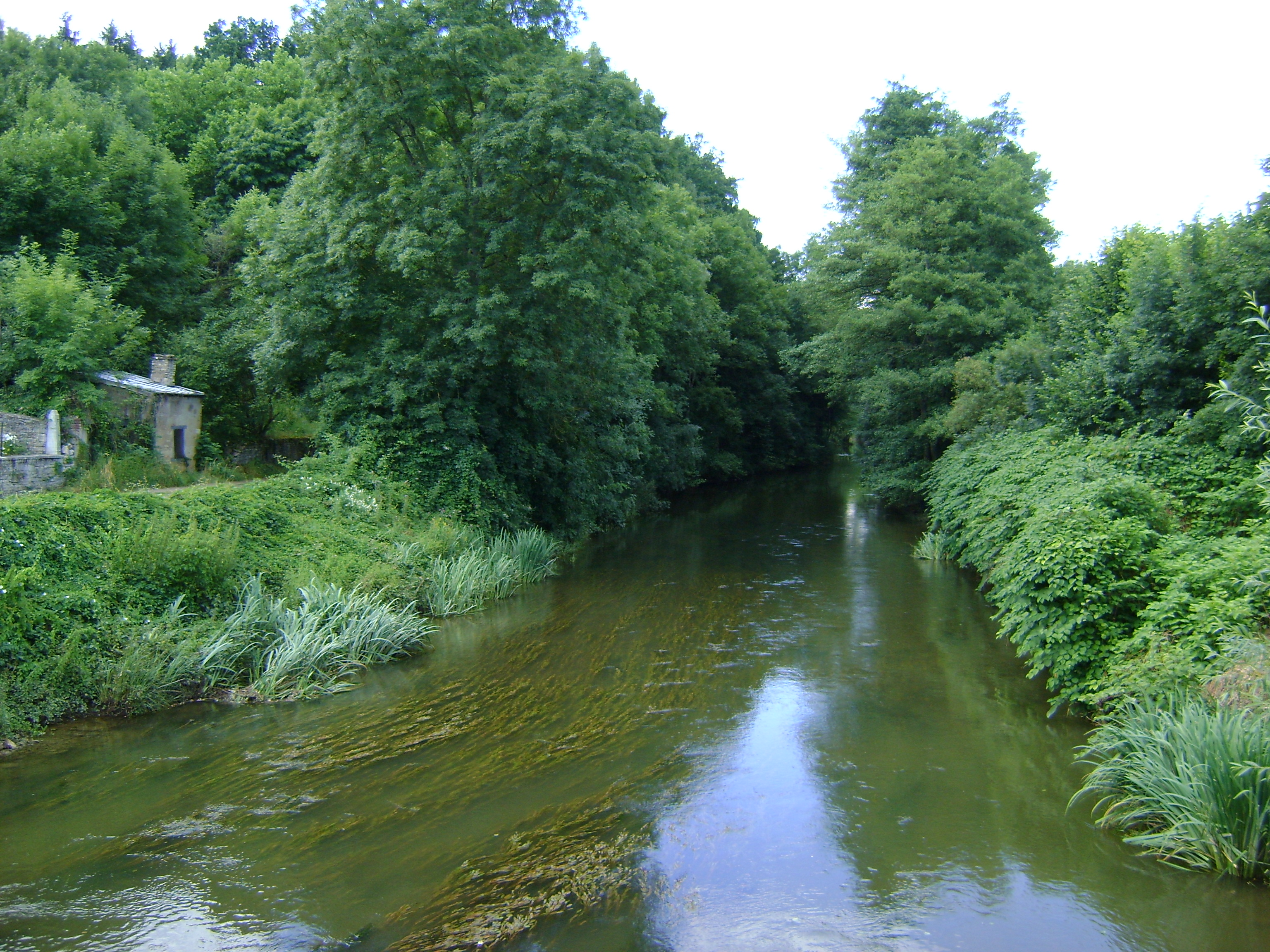
Râul Serein în L'Isle-sur-Serein, la granițele teritoriilor heduilor, brannovici și lingoni

Teritoriul heduilor se afla la sud de cel al Lingonilor și Mandubienilor, la sud-est de cel al brannovicilor, la sud-vest de cel al Sequanilor, la nord de cel al Arverni și Segusiavi, la est. de cea a Bituriges Cubi si la nord-vest de cea a Ambarri. Acest teritoriu acoperea sudul Nivernais și Burgundia. Orașele lor principale erau Cabillonum (Chalon-sur-Saône), Matisco (Mâcon), Nevirnum (Nevers) și Bibracte (mont Beuvray). Aceasta din urmă, capitala lor, a fost abandonată după războiul galic în favoarea lui Augustodunum (Autun). Ei controlau un teritoriu între Loara și Saône, ceea ce le-a oferit o poziție centrală pentru comerț într-o perioadă în care râurile erau principalele căi de comunicație. Acest lucru a încurajat o îmbogățire semnificativă a elitei edui prin colectarea taxelor vamale (portoria). Controlul acestor pasaje a fost o sursă de rivalitate cu vecinii lor, în special pentru Saône (Arar) cu Sequanii.

### Popoare aliate și subordonate
Aici îi numim popoare aliate pe acelea pe care Cezar le numea „frați și de același sânge” în războiul galic, ceea ce presupune o alianță strânsă, pe picior de egalitate. Există o bună înțelegere și legături cordiale între aceste popoare. Numai oamenii Ambarri (în Ain) aveau acest titlu.
Apoi urmează ceea ce Cezar numește clienții care sunt popoare subordonate politic heduilor. Printre aceștia se numără și Mandubieni (din Alésia) care au fost o vreme atașați de lingoni.

### Confederația Aedui

Confederația Hedui

Heduii făceau parte dintr-o confederație formată din următoarele popoare galice, unite prin diverse alianțe:
- Ambarri
- Segusiavi
- Mandubi (după desprinderea lor de lingoni)
- brannovici[7].
- Bellovaci[8].
- Bituriges Cubi[7]
- Senones (région de Sens)[9]. et donc leur allié, les Parisii

Mai putem adăuga Ambivareții și Blanovii · . Cu toate acestea, numele Ambivareților ne este cunoscut doar prin intermediul lui Cezar. Prin urmare, nu cunoaștem teritoriul lor exact și nici legăturile reale pe care le-au avut cu heduii.
Mai multe popoare s-au alăturat alianței heduilor când au văzut statutul acordat aliaților Romei la începutul războaielor galice.
În cele din urmă, prin intermediul romanilor, heduii au încheiat alianțe convenabile cu confederația Suessionilor și a Remilor (foștii lor dușmani) în timpul războiului galic.

## Istorie

### Alianța cu Roma

#### Geneza
Potrivit surselor grecești, aceasta datează dinainte de 138 î.Hr. Potrivit unor istorici, alianța a fost încheiată în secolul al III-lea sau începutul secolului al II-lea, o perioadă în care romanii și-au făurit legendele divine și, prin urmare, legăturile lor de sânge cu Troia, precum și alianțele cu orașe precum Massalia. Prin urmare, nu este imposibil ca eduii să fi fost integrați în aceste legende și, prin urmare, considerați frați de sânge de către Senatul roman. Într-adevăr, arvernii au susținut și această legătură de rudenie cu Roma, deși Roma nu a acceptat-o niciodată ·  .
Istoricii au presupus câteva motive pentru această alianță cu Roma. Ipoteza cea mai probabilă este că teritoriul edui (care controla Loira, Saône și Yonne) a fost propice pentru întâlniri cu comercianții italieni care călătoreau în sus pe aceste râuri. Alții cred că s-au întâlnit prin alianțe cu oameni din Narbonnaise și Cisalpine. Potrivit lui Cezar, alianța s-a datorat măreției acestui popor care „deținea principatul întregii Galii”. Reciproc, heduii ar fi acționat în aceeași direcție, cunoscând, fără îndoială, puterea Romei și prestigiul pe care îl puteau extrage din ea pentru a concura cu celelalte popoare ale Galiei.

#### Funcționarea alianței
Istoricul Florus (secolul al II-lea, care s-a inspirat din opera lui Tite-Live) este cel care ne informează despre ajutorul militar pe care romanii l-au oferit eduilor în anul 121 î.Hr. d.Hr. prin zdrobirea Alobrogilor și Arvernilor la confluența dintre Rhône și Isère:
„Prima națiune transalpină care a simțit puterea armelor noastre a fost cea a Salienilor, ale căror incursiuni forțaseră orașul Marsilia, prietenul și aliatul nostru foarte credincios, să ni se plângă. I-am supus apoi pe alobrogi și pe arverni, împotriva cărora heduii ni s-au adresat cu plângeri asemănătoare și ne-au implorat ajutorul și salvarea. Am avut ca martori ai victoriilor noastre Var, Isère, Sorgue și Rhône, cel mai rapid dintre râuri. Barbarii au simțit cea mai mare groază la vederea elefanților, demni să se măsoare împotriva acestor națiuni înverșunate. Nimic din triumf nu a fost atât de remarcabil ca regele Bituitus, acoperit cu arme de diferite culori și urcat pe un car de argint, așa cum luptase.”— Florus,  Rezumat al istoriei romane, I-37

#### Revolta lui Vercingetorix și sfârșitul dominației eduice
Heduii au ajuns să renunțe la alianța lor cu Roma în momentul răscoalei lui Vercingetorix. Ei și-au pus apoi eforturile pentru a-l ajuta pe regele Arvernilor, fostul lor dușman, ba chiar au ajuns să-l încoroneze rege în Bibracte, capitala lor, Viridomaros, rege al heduilor, recunoscându-l rege al Galilor. Heduii au rămas însă loiali lui Cezar. Abia după asediul Gergoviei, câștigat de Vercingetorix, Viridomaros și-a subliniat dorința de a se alătura revoltei fără a ascunde nimic de Cezar care îl pusese în fruntea eduilor. În cele din urmă, în 52 î.Hr., Vercingétorix după ce și-a depus armele în Alésia, a văzut Bibracte retrogradat într-un oraș mic. De asemenea, s-au văzut închiși într-un oraș nou, Augustodunum, Autunul de astăzi.

### Romanizare
În timpul împăratului Tiberius, a izbucnit o revoltă printre treviri și hedui, probabil din motive fiscale (21 d.Hr.). Printre hedui, principalul instigator este Julius Sacrovir. Rebeliunea a fost repede înăbușită. La scurt timp după înfrângerea de lângă Augustodunum, Julius Sacrovir s-a sinucis.
În 48, odată cu cenzura lui Claudius și discursul său în favoarea integrării elitelor galice în Senat, heduii au devenit primul trib autorizat de Senat să poată deveni membrii.

### Comerț

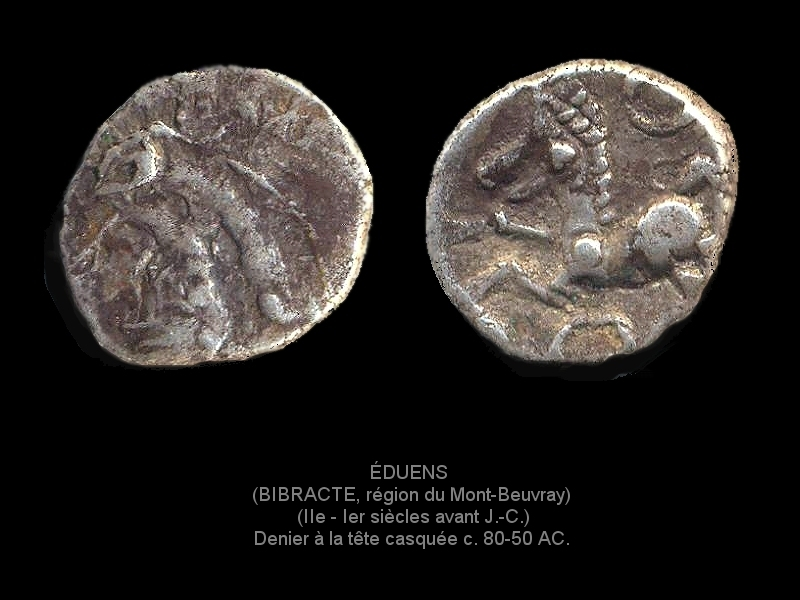
Denar de argint al heduilor.

În Istoria Galiei, istoricul Camille Jullian scrie aceste câteva rânduri despre edui: „Bibracte, sunt sigur, a fost punctul de plecare și cel mai sigur garant al puterii lor. În jurul la Bibracte existau drumuri foarte bune, unind cele trei mari bazine din Franța. » Astfel, produsele romane urcau Ronul (traseele fluviale erau cele mai rapide la acea vreme) si apoi luau Saône, Loara sau Allierul, trecand prin teritoriul edui inainte de a se uni cu bazinele Loarei si Senei. Eduii se aflau la o importantă răscruce comercială între lumea celtică și Roma, mai ales că Bibracte domină valea Loarei la vest și valea Saône la est. Au permis astfel difuzarea produselor romane în toată Galia începând cu secolul al II-lea î.Hr., permițând aliaților lor din confederație să profite din comerțul lor cu Roma și cu siguranță cu coloniile grecești precum Massalia. Acest comerț este dovedit de cantitățile mari de amfore și ceramică din Italia găsite în gropile de deșeuri și în podelele caselor.
În plus, heduii instalaseră un sistem vamal care impozita produsele care treceau prin teritoriul lor pentru a le spori averea, după cum par să atestă textele lui Cezar:
„Era într-adevăr Dumnorix: omul era plin de îndrăzneală, liberalitatea lui îl făcuse în favoarea poporului și dorea o răsturnare politică. De mulți ani ținea vama și toate celelalte taxe ale heduilor la un preț mic, pentru că atunci când licita, nimeni nu îndrăznea să liciteze împotriva lui.”— Iulius Cezar,  Comentarii la războaiele galice, V-7
Mai mult, Aedui și Sequanii au luptat pentru controlul Ararului (Saône), deoarece controlul fluviului a făcut posibilă impozitarea tuturor produselor romane și celtice care au tranzit către nordul continentului pe cale fluvială.